# Решке, Богумил
Богумил Решке (пол. Bogumił Reszke, в России Богумил Вильгельмович Решке; 18 сентября 1877, Конин — 5 мая 1944, Вильно) — польский и российский военный дирижёр, музыкальный педагог и издатель.
Родился в семье военного дирижёра. Начал учиться музыке с частных уроков скрипки в Варшаве, затем поступил в Московскую консерваторию в класс трубы Фёдора Рихтера. Окончив консерваторию в 1903 году, сперва поступил трубачом в оркестр Большого театра, но уже в 1904 году открыл собственную вечернюю музыкальную школу, а в 1906 году также курсы оркестровых и хоровых дирижёров на Арбате. Учебные заведения Решке в значительной степени были призваны повысить образование музыкантов-любителей, но вместе с тем и подготовить более квалифицированных регентов церковного хора. Опубликовал учебное пособие «Метод развития слуха и чтения нот» (1905—1907, в пяти частях). Держал также нотный магазин и музыкальное издательство, выпускавшее преимущественно хоровые и вокальные сочинения; кроме того, в издательстве Решке вышла экспериментальная книга Александра Струве «Пластические этюды» (1913), в которой стихи были проиллюстрированы фотографиями танцовщиков, изображающих соответствующие словам движения.
После восстановления польской независимости жил и работал в Польше, главный дирижёр военного оркестра 6-го полка Первой пехотной дивизии, расквартированной в Вильне; носил воинское звание капитана. Во главе оркестра выступал с концертными программами — в частности, с собственными транскрипциями фрагментов из опер Рихарда Вагнера. Одновременно с 1929 года дирижировал школьным оркестром в Виленской гимназии иезуитов. Преподавал в Виленской консерватории до 1941 года, работал над учебником игры на духовых инструментах.
Автор хоровых произведений, маршей (в том числе марш «Студент», 1932). Уцелевшую часть архива Решке его сын Радомир в 1971 году передал в Военный архив во Вроцлаве; Тадеуш Шелиговский охарактеризовал музыкально-педагогические рукописи Решке как исключительно ценные.
От первого брака с Верой Ермолаевой — двое сыновей: композитор и дирижёр Радомир Решке и Владислав Решке (1923—1943, расстрелян немцами в Вильнюсе). От второго брака с Зофьей Ольштынской — дочь Божена Ирена, учительница музыки.
Похоронен на Бернардинском кладбище в Вильнюсе.